# Acraea chryssipoides
Acraea chryssipoides är en fjärilsart som beskrevs av Van Someren 1936. Acraea chryssipoides ingår i släktet Acraea och familjen praktfjärilar. Inga underarter finns listade i Catalogue of Life.